# Браиловский, Леонид Михайлович
Леони́д Миха́йлович Браило́вский (Брайло́вский) (4 июня 1867, Харьков — 7 июля 1937, Рим) — русский архитектор, художник, сценограф, декоратор и преподаватель, участник Русского апостолата в Зарубежье.

## Биография
Родился в православной семье. Отец Михаил Владимирович Браиловский (?—1889), уроженец Белгорода, был гласным городской думы (1881—1889), мать София Степановна Сидляревская (?—1890) происходила из дворянского рода, выпускница Полтавского института благородных девиц (1857). Получил образование в классической гимназии. Окончил архитектурное отделение Императорской Академии художеств в 1894 году со званием классного художника архитектуры 1-й степени. Во время обучения неоднократно награждался за успехи в учёбе: в 1890 году — малой серебряной медалью, в 1892 году — большой серебряной медалью, в 1893 году — малой золотой медалью за программу «Гостиница для приезжающих в столице». После окончания Академии в 1895—1898 годах находился в пенсионерской поездке в Париже и Риме. С 1898 года работал преподавателем архитектуры в Московском училище живописи, ваяния и зодчества, в 1899 году перешёл преподавателем в Строгановское училище. Занимал должность профессора Училища, а с 1906 года являлся членом Учебного комитета. Входил в состав Конкурсного собрания училища.

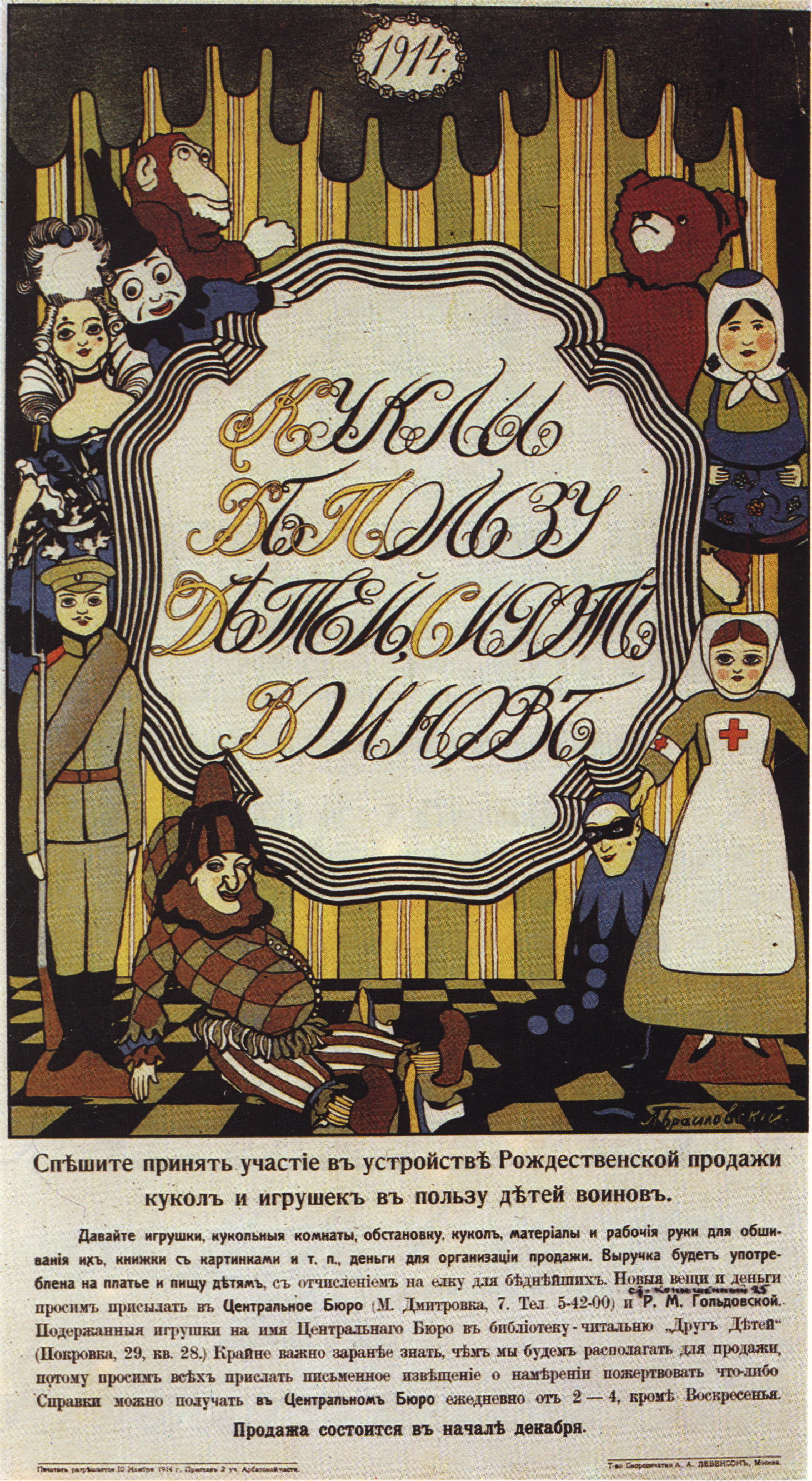
Плакат Первой мировой войны

Работал как архитектор, однако наибольшую известность получил как художник-аквалерист, создавая акварели с видами античных руин, архитектурных памятников, с интерьерами храмов и дворцов. В 1900-х годах изучал и копировал фресковую живопись в храмах Ярославля, Ростова, Новгорода. Участвовал в выставках Общества русских акварелистов, Московского товарищества художников, Нового общества художников, состоял членом Общества архитекторов-художников, Московского археологического общества, Московского архитектурного общества (МАО). Входил в редакционный совет «Ежегодника МАО». Работал как декоратор: занимался оформлением интерьеров, выполнял эскизы мебели и изделий из бронзы.
С 1909 года работал преимущественно как сценограф. В этом качестве оформлял спектакли Малого и Большого театров. В 1916 году Л. М. Браиловский был удостоен звания академика.
После Октябрьской революции в 1919 году вместе с женой художницей Риммой Никитичной Браиловской (урождённой Шмидт) эмигрировал сначала в Латвию, позднее жил в Константинополе, Белграде, а в 1925 году переехал в Рим. В Белграде работал декоратором Королевского театра, состоял членом Союза работников русского искусства. В 1933 году основал в Ватикане Музей русского религиозного зодчества при Конгрегации восточных церквей. В эмиграции создавал работы в стиле станковой живописи и графики. В 1920—1930-х в соавторстве с Р. М. Браиловской создал цикл картин «Видения Старой России».
Экспонировался во многих городах, вместе с супругой провёл две персональные выставки в Париже (1930) и Ватикане (1932). Скончался в 1937 году в Риме.
Произведения Л. М. Браиловского находятся музейных собраниях Третьяковской галереи, Русского музея, Музея Сорбонны в Париже, Дома-музея А. П. Чехова в Ялте, музеях Ватикана и других. Был близким другом семьи Чеховых, особенно, Марии Павловны Чеховой, для которой выступил автором проекта дачи «Чайка» в Мисхоре. Автор скульптурного решения надгробия В. С. Калинникова в Ялте, а также А. П. Чехова в Москве.
В последние годы проживал в Руссикуме, где общался с епископами Михаилом д’Эрбиньи, Александром Евреиновым и Андреем Катковым, а также с поэтом Вячеславом Ивановым, протоиереем Александром Сипягиным и Татьяной Львовной Толстой-Сухотиной.
Похоронен на русском участке римского католического кладбища Кампо Верано.

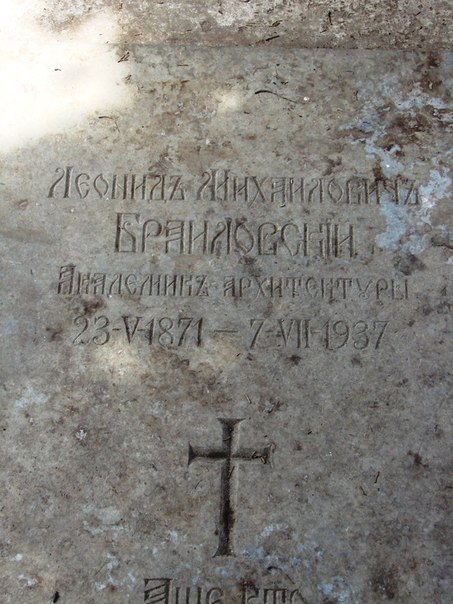
Надгробие захоронения Леонида Браиловского на русском участке кладбища Кампо Верано в Риме
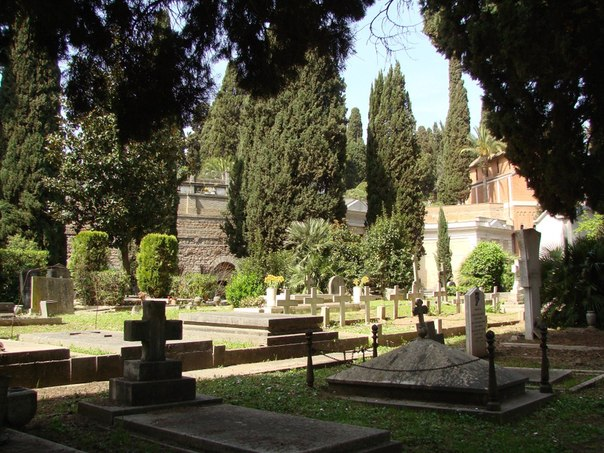
Русский участок кладбища Кампо Верано в Риме с могилой Леонида Браиловского

## Оформление спектаклей
- «Горе от ума» А. С. Грибоедова (1911, Малый театр)
- «Стакан воды» О. Э. Скриба (1911, Малый театр)
- «Герцогиня Падуанская» О. Уайлда (1912, Малый театр)
- «Ассамблея» П. Гнедича (1912, Александринский театр, костюмы)
- «Венецианский купец» У. Шекспира, (1916, Малый театр)
- «Дон Жуан» В.-А. Моцарта, (1916, Большой театр)

## Проекты и постройки

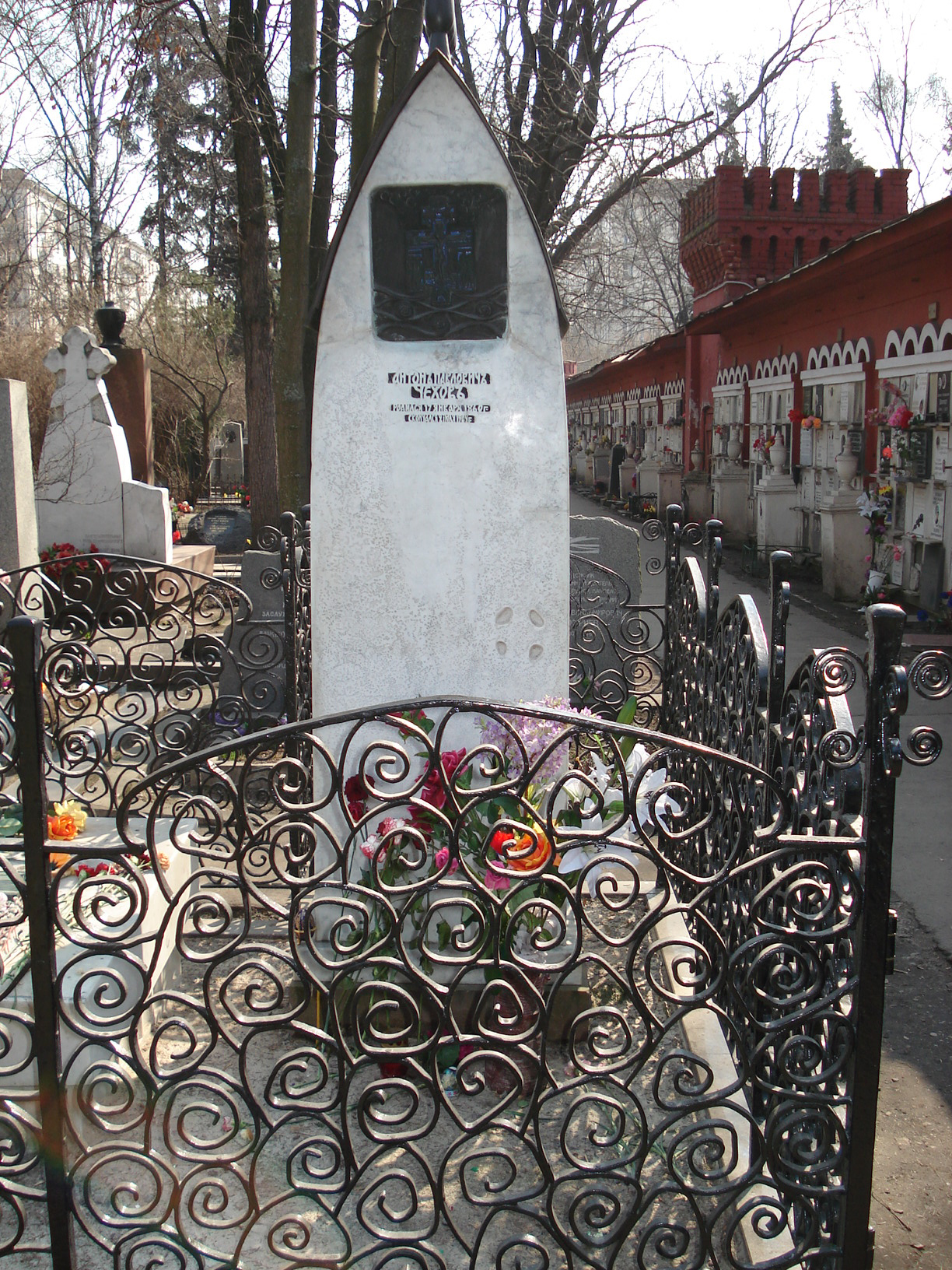
Надгробный памятник А. П. Чехову

- Конкурсный проект доходного дома П. Н. Перцова (1905—1906, Москва, Пречистенская набережная), не осуществлён;
- Проект собственной виллы в посёлке Новый Симеиз (1906, Крым);
- Конкурсный проект нового здания МУЖВЗ (1906—1907, Москва), не осуществлён;
- Частная вилла (1907, Туапсе);
- Надгробный памятник А. П. Чехову, совместно с Ф. О. Шехтелем (1907—1908, Москва, Новодевичье кладбище);
- Надгробие композитора В. С. Калинникова (1908, Ялта);
- Здание театра, совместно с И. В. Жолтовским (1900-е, Екатеринослав);
- Здание мастерской и перестройка собственного особняка (1911, Москва, Хлудовский тупик, 8).